# Udinaïta
La udinaïta és un mineral de la classe dels fosfats. Rep el nom pel volcà Udina, situat prop de la localitat tipus.

## Característiques
La udinaïta és un vanadat de fórmula química NaMg₄(VO₄)₃. Es tracta del primer mineral vanadat de magnesi i sodi anhidre, sent l'anàleg de vanadi de l'arsenudinaïta. Va ser aprovada com a espècie vàlida per l'Associació Mineralògica Internacional l'any 2018, sent publicada l'any 2022. Cristal·litza en el sistema tetragonal.
L'exemplar que va servir per a determinar l'espècie, el que es coneix com a material tipus, es troba conservat a les col·leccions del Museu Mineralògic Fersmann, de l'Acadèmia de Ciències de Rússia, a Moscou (Rússia), amb el número de registre: 5237/1.

## Formació i jaciments
Va ser descoberta a la fumarola Arsenàtnaia del volcà Tolbàtxik (Krai de Kamtxatka, Rússia), l'únic a tot el planeta on ha estat descrita aquesta espècie mineral. Es troba en forma de cristalls tetragonals prismàtics o dipiramidals de fins a 0,15 mm, com agregats de fins a 1 cm, o formant crostes.